# 祖殊·列斯頓
祖殊·列斯頓（Josh Risdon，1992年7月27日—），是一名澳洲職業足球員，司職右閘，現效力澳職球會西部聯。
他在2008年只得16歲便加盟珀斯光輝青年軍，2010年獲提升至一隊並效力至今，現時擔任球隊正選右閘。2013年曾入選澳職明星隊迎戰曼聯。